# Nea Epidavros

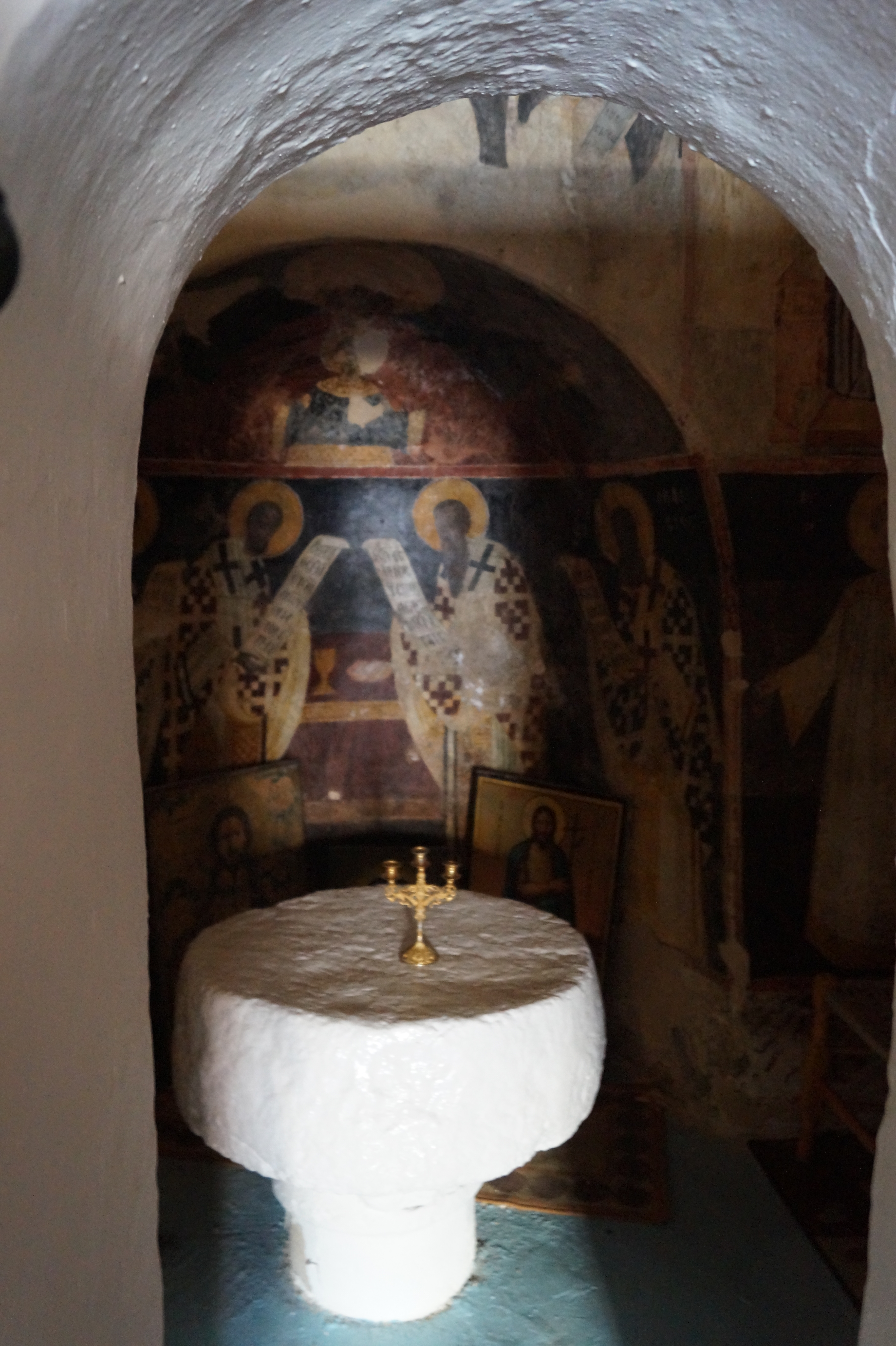
Fresko im Altarraum der Taxiarchis-Kirche

Die Ortsgemeinschaft Nea Epidavros  (griechisch Νέα Επίδαυρος (f. sg.) ‚Neu-Epidauros‘) gehört zur Gemeinde Epidavros, deren Hauptort Lygourio ist. Es liegt in Griechenland in der Argolis (Peloponnes). Das namengebende Dorf, das bis 1997 Zentrum einer eigenständigen Gemeinde Nea Epidavros war, beherbergte 2011 896 Einwohner. Zu der Ortsgemeinschaft gehören die Orte Galaneika (Γαλαναίικα, 17 Ew.) Moni Taxiarchon (Μονή Ταξιαρχών, 54 Ew.) und Paleochori, das auch Agios Nikolaos (Παλαιοχόρι / Άγιος Νικόλαος, 20 Ew.) genannt wird.

## Geschichte
Die felsige Anhöhe Vassa (Βασσά) etwa 1,5 km nordwestlich von Nea Epidauros war bereits im Frühhelladikum besiedelt. Die Siedlung bestand bis in Mykenische Zeit wie zahlreiche Scherben zeigen. Außerdem fand man Gräber aus dem Späthelladikum und Reste der zyklopischen Mauer sind am Südabhang des Burgberges Ai Yianni tou Kastrou noch gut sichtbar. In byzantinischer Zeit wurde der Ort Verwaltungszentrum und man errichtete auf dem Berg eine Burg. 1205 übernahmen die Franken die Burg und bauten die Mauern aus. Im 15. Jahrhundert folgten die Osmanen. Da der Ort vom Meer aus nicht einsehbar war und so besseren Schutz gegen Seeräuber bot, erhielt er Zustrom aus Palea Epidavros. Die Bedeutung des Orts, der damals noch Piada (Πιάδα) hieß, liegt vor allem darin, dass hier vom 20. Dezember 1821 bis zum 16. Januar 1822 während des Griechischen Freiheitskampfs die erste griechische Nationalversammlung stattfand. 1828 erhielt der Ort seinen heutigen Namen.

## Beschreibung
Nea Epidavros liegt am nördlichen Fuß des Berges Akros in etwa 90 m Höhe. Etwa 2 km östlich des Ortes befindet sich der kleine Hafen von Epidauros. Nördlich des Ortes liegt die Schlucht von Vothila (Φαράγγι του Βόθυλα) und nordöstlich der Hügel Vassa. Am nordwestlichen Ortsrand über der Schlucht befindet sich der Versammlungsplatz der ersten griechischen Nationalversammlung. Ein Denkmal erinnert an daran und zitiert auch die ersten Worte der Unabhängigkeitserklärung: „Im Namen der heiligen und unteilbaren Dreifaltigkeit. Das griechische Volk, das unter der schrecklichen osmanischen Herrschaft nicht mehr im Stande ist, das schwere und beispiellose Joch der Tyrannei zu tragen, und das dieses mit großen Opfern abgeschüttelt hat, verkündet heute durch seine gesetzlichen Vertreter, die sich zu einer nationalen Versammlung vereinigt haben, vor Gott und den Menschen seine politische Existenz und Unabhängigkeit“. Östlich des Platzes steht das Gebäude in dem sich ab 1904 die ehemalige Grundschule befand.
Die Festung ist von Osten her zugänglich. Sie hat eine Länge von 130 m und eine Breite von etwa 25 m. Von den Mauern sind einige Reste erhalten und im Westen der Unterbau eines runden Turms. Im Innern existieren zwei Kirchenruinen. Laut der Überlieferung waren sie der Jungfrau Maria und dem Agios Theodosios geweiht. Im Westen der Burg steht die Kirche des Agios Ioannis o Theologos. Eine Inschrift auf der Chorschranke aus dem Jahre 1710, erwähnt Iakovos, den Bischof von Damala und Pediada. Die Fresken an der Chorschranke und seitlich davon und im Chorraum sind gut erhalten wurden jedoch von modernen Besuchern durch einritzen von Texten erheblich beschädigt. Eine weitere Inschrift belegt den mit einem Fluch, der die Malereien mit Wachs beschädigt. In der westlichen Außenmauer wurde ein Marmorblock mit der Darstellung eines Kreuzes aus fränkischer Zeit vermauert.

## Einzelnachweise

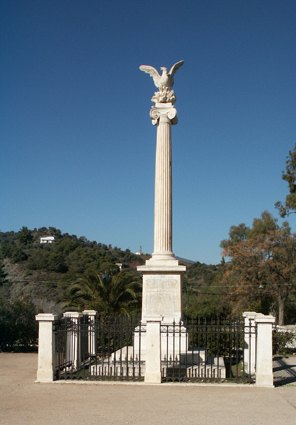
Das Denkmal für die Nationalversammlung
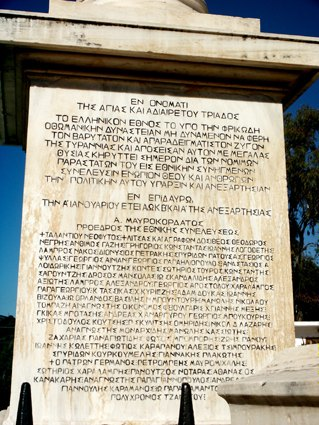
Der Text der Unabhängigkeitserklärung

## Kirchen in und um Nea Epidauros
Etwa 40 m südlich des Eingangs zur Burg steht eine einschiffige Kirche aus nachbyzantinischer Zeit. Sie ist den Taxiarchis also den Erzengeln Gabriel und Michael geweiht. Sie wurde zwischen 2000 und 2006 restauriert. Die alten Fresken sind sehr gut erhalten. Unterhalb in einer kleinen Gasse steht das kleine ebenfalls einschiffige Kirchchen Panagitsa. Es wurde im Jahre 1551 errichtet wie eine Inschrift über dem Eingang besagt. Noch einige Fresken sind erhalten.
Etwa 100 m südlich der Burg steht direkt an der Durchgangsstraße die einschiffige Kirche der Tris Ierarches aus nachbyzantinischer Zeit. Die Fresken sind teilweise erhalten. Etwa 30 m südlich mitten im Ort steht die Hauptkirche Evangelistrias. In neuerer Zeit wurde ein zweiter Kirchturm aus Beton neben der Kirche errichtet. Hier werden die Gebeine des Heiligen Leonidas und seiner sieben Begleiterinnen aufbewahrt. Einmal im Jahr am 16. April werden in einer feierlichen Prozession die Gebeine der Märtyrer zur 500 m östlich gelegenen Agios Leonidas Kirche gebracht, die direkt neben der Straße nach Korinth steht.
Die einzige Kirche des Agios Michail ton Synadon in der Argolis befindet sich 500 m östlich der Agios Leonidas Kirche. Die einschiffige Kapelle stammt aus dem 17. Jahrhundert. Die Fresken sind sehr gut erhalten. Die Gründungsinschrift ist heute nicht mehr lesbar. Doch Anfang des 20. Jahrhunderts konnte man noch den Namen des Malers, Priester Anatolios, lesen. Möglicherweise handelt es sich hierbei um Natalios von Argos.